# Estate di morte (miniserie televisiva)
Estate di morte (W głębi lasu) è una miniserie televisiva polacca in sei puntate, ideata da Andrzej Muszyński, prodotta da ATM Grupa e distribuita in streaming dal 12 giugno 2020 sulla piattaforma Netflix.
La miniserie, ispirata dall'omonimo romanzo di Harlan Coben, è diretta da Leszek Dawid e Bartosz Konopoka e ha per protagonisti gli attori Grzegorz Damięcki e Hubert Miłkowski; altri interpreti principali sono Agnieszka Grochowska, Wiktoria Filus, Adam Ferency e Adam Wietrzyński.

## Trama
Polonia, 1994: durante un campeggio estivo, due dei ragazzi partecipanti, Monika e Daniel, vengono rinvenuti morti assassinati, mentre altri due, Kamila Kopińska e Artur Perkowski, rispettivamente sorella e amico di Paweł Kopiński, spariscono nel nulla.
Venticinque anni dopo, Paweł Kopiński, divenuto procuratore e da poco rimasto vedovo, riconosce nel corpo di un uomo morto assassinato da qualche giorno il suo vecchio amico Artur. Paweł inizia così un'indagine personale, nel corso della quale ritrova la donna amata nel 1994, Laura Goldsztajn, ora sposata con un altro uomo.

## Puntate
| nº | Titolo originale       | Titolo italiano            | Prima TV       |
| -- | ---------------------- | -------------------------- | -------------- |
| 1  | Koniec niewinności     | La fine dell'innocenza     | 12 giugno 2020 |
| 2  | Kłamstwa               | Menzogne                   | 12 giugno 2020 |
| 3  | Nic nie wiesz          | Non sei nulla              | 12 giugno 2020 |
| 4  | Czego oczy nie widzą   | Cosa si trova sotto        | 12 giugno 2020 |
| 5  | Twoja siostra nie żyje | Tua sorella è morta        | 12 giugno 2020 |
| 6  | Długa droga do domu    | La lunga strada verso casa | 12 giugno 2020 |

## Personaggi e interpreti
- Paweł Kopiński, interpretato da Grzegorz Damięcki (adulto) e Hubert Miłkowski (adolescente) (ep. 1-6).
- Laura Goldsztajn, interpretata da Agnieszka Grochowska e Wiktoria Filus. È il grande amore di Paweł.
- Isp. Lubelski, interpretato da Adam Ferency. È l'ispettore che nel 2019 indaga sull'omicidio di uomo, riconosciuto da Paweł come il suo vecchio amico scomparso Artur.
- Artur Perkowski, interpretato da  Adam Wietrzyński.

## Distribuzione
L'uscita della miniserie su Netflix venne annunciata dalla piattaforma con un messaggio sul proprio profilo Twitter il 6 maggio 2020.
La miniserie è stata distribuita nei vari Paesi con i seguenti titoli:
- W głębi lasu (titolo originale in polacco)
- The Woods (titolo internazionale in inglese)
- Dans les bois (titolo in francese)[4]
- Das Grab im Wald (titolo in tedesco)[2]
- Estate di morte (titolo in italiano)